# Santa-Lucia-Klasse
Die Santa-Lucia-Klasse des Marad Design C4-S-65a war ein in sechs Einheiten gebauter Schiffstyp der US-amerikanischen Reederei Grace Line. Das Neubauprogramm war das letzte vor der Übernahme durch den Mitbewerber Prudential Line.

## Geschichte

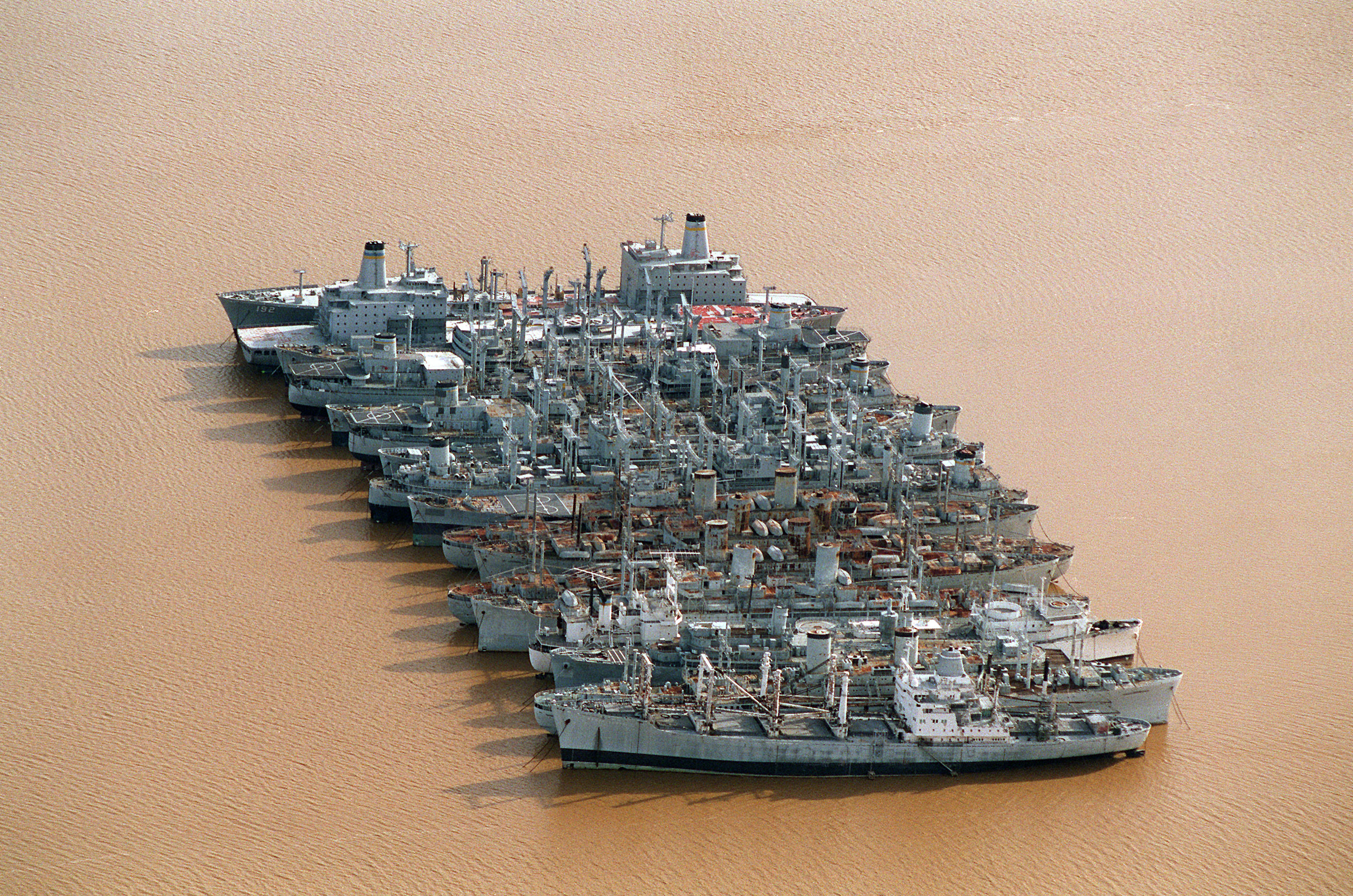
James River Reserve Fleet – das vordere Schiff gehört zur Santa-Lucia-Klasse

Die Schiffe wurden für den Liniendienst von der US-amerikanischen Ostküste zur Westküste Südamerikas konzipiert. Den Schiffsentwurf gab die Reederei beim renommierten New Yorker Schiffsingenieurbüro Gibbs & Cox in Auftrag. Von der United States Maritime Administration (MARAD) erhielt der Typ im Rahmen des Long Range Shipbuilding Program das Kürzel C4-S-65a. Der Bau der sechs jeweils vierzehn Millionen US-Dollar teuren Schiffe Santa Lucia, Santa Cruz, Santa Clara, Santa Elena, Santa Barbara und Santa Isabel wurde von der Reederei in zwei Losen bei der Werft Sun Shipbuilding & Drydock Company in Chester in Auftrag gegeben, welche die Schiffsserie in den Jahren 1966/67 ablieferte. Die Schiffe wurden bei der Übernahme der Grace Line durch die Prudential Line ohne Umbenennung unter dem neuen Namen Prudential Grace Line weiterbetrieben. 1978 übernahm die Reederei Delta Line das Sextett und setzte es nach Umbenennung im angestammten Fahrtgebiet ein. Alle Schiffe wurden schließlich 1980 an die MARAD zurückgegeben und erhielten erneut ihre Baunamen. Im Laufe der 1980er Jahre wurden die Schiffe Bestandteil der National Defense Reserve Fleet (NDRF). Die meisten Schiffe der Klasse gingen inzwischen zur Verschrottung.

## Technik
Das C4-S-65a Design stellte beim Bau einen zeitgemäßen Semicontainerschiffsentwurf für die Linienfahrt mit etwas hinter der Schiffsmitte liegendem Brückenhaus, stark vornüberfallendem Steven mit Bugwulst und einem scharf auslaufenden Heck dar. Die Aufbauten waren komplett klimatisiert. Es waren Passagiereinrichtungen für zwölf Passagiere vorhanden. Das Innenraumdesign wurde von der Firma Smyth, Urquhart & Marckwald gestaltet.
Die Aufteilung der sieben Laderäume war sehr flexibel gestaltet und wies zahlreiche fortschrittliche Details auf. Die Lukendeckel mit großem Decksöffnungsgrad auf dem Hauptdeck sollten im Zusammenhang mit den großen hydraulischen Zwischendecksluken einen problemlosen vertikalen Zugang zur Ladung gewährleisten und waren bei den Luken 3 und 4 so groß gewählt, dass auch Container unter Deck gestaut werden konnten. Ein Teil der Laderäume konnte zum Transport von Kühlladung genutzt werden. Darüber hinaus verfügten die Schiffe über zusätzliche Tieftanks (teils aus Edelstahl) unter einigen Laderäumen für flüssige Ladungen. Die Umschlageinrichtungen bestanden aus zeitgemäßen 10-Tonnen-Ladebäumen für alle Luken, einem 30-Tonnen-Schwergutbaum für die Containerluken 3 und 4 sowie einem 80-Tonnen-Schwergutbaum für die Luken 4 und 5. Der Ladungsumschlag von Früchten und anderen Kühlladungen wurde durch Seitenpforten und ein internes Fördersystem vereinfacht.
Der Schiffstyp erreichte durch seinen Getriebedampfturbinenantrieb Dienstgeschwindigkeiten von gut 21 Knoten. Die Maschinenanlage konnte von der Brücke ferngesteuert werden. Die An- und Ablegemanöver wurden durch ein Bugstrahlruder unterstützt.

## Die Schiffe
| Marad Design C4-S-65a / Santa-Lucia-Klasse                                     | Marad Design C4-S-65a / Santa-Lucia-Klasse | Marad Design C4-S-65a / Santa-Lucia-Klasse | Marad Design C4-S-65a / Santa-Lucia-Klasse | Marad Design C4-S-65a / Santa-Lucia-Klasse                                                               |
| Bauname                                                                        | Baunummer                                  | IMO-Nummer                                 | Ablieferung                                | Spätere Namen und Verbleib                                                                               |
| ------------------------------------------------------------------------------ | ------------------------------------------ | ------------------------------------------ | ------------------------------------------ | --- |
| Santa Lucia                                                                    | 633                                        | 6523030                                    | 1966                                       | 1978 Delta Venezuela, 1980 Santa Lucia, 1984 zur NDRF, ab November 2005 in Brownsville verschrottet      |
| Santa Cruz                                                                     | 634                                        | 6602109                                    | 1966                                       | 1978 Delta Ecuador, 1980 Santa Cruz, 2004 verschrottet                                                   |
| Santa Clara                                                                    | 635                                        | 6609341                                    | 1966                                       | 1978 Delta Columbia, 1980 Santa Clara, 1984 zur NDRF                                                     |
| Santa Elena                                                                    | 636                                        | 6616722                                    | 1967                                       | 1978 Delta Panama, 1980 Santa Elena, 1984 zur NDRF, ab November 2003 verschrottet                        |
| Santa Barbara                                                                  | 637                                        | 6620591                                    | 1967                                       | 1978 Delta Bolivia, 1980 Santa Barbara, 1984 zur NDRF, 1990 Santa Barbara II, 1990 in Alang verschrottet |
| Santa Isabel                                                                   | 638                                        | 6711663                                    | 1967                                       | 1978 Delta Peru, 1980 Santa Isabel, 2003 verschrottet                                                    |
| Daten: Lloyd’s Register of Shipping (diverse Jahrgänge), Equasis, grosstonnage |                                            |                                            |                                            | |